# بررسی یک پرونده
بررسی یک پرونده یک مجموعه تلویزیونی محصول سال ۱۳۸۱ به کارگردانی علاءالدین رحیمی،  می‌باشد که از برنامه «سیمای خانواده» شبکه یک پخش شد.

## بازیگران
اپیزود «مسافران دره مرگ»
- جلیل فرجاد
- فخرالدین صدیق‌شریف
- حمیدرضا هدایتی
- بیوک میرزایی[۱]
- محمد الهی
- محمد خواجه
- مسعود رحمانی
- روح‌الله ظریف
- محمدرضا متین
- محمدرضا حق‌شناس
- حسن سیاح
- مریم آقاپور
- علی اکبر عزیزی
- پیمان صلواتی
- مجید فروغی‌راد

اپیزود بردگان طمع
- حسن مهمانی
- پریسا گل‌دوست
- محمد شیری
- لوریک میناسیان
- محسن زهتاب
- محمد ورشوچی
- زهره حمیدی
- حبیب‌الله ثامنیه
- بابک والی[۲]